# Peredeo (duca)
Peredeo (... – post 743) è stato un duca longobardo, duca di Vicenza verso la metà dell'VIII secolo.
Nel 743 insieme a Ildebrando, il nipote di re Liutprando associato al trono dal 737, attaccò ed espugnò per la prima volta nella storia longobarda Ravenna, capitale dell'Esarcato d'Italia. L'esarca Eutichio si rifugiò nella Venetia, ancora formalmente bizantina, ma già ampiamente autonoma, e con l'aiuto della flotta veneziana riuscì a riconquistare Ravenna. Ildebrando fu catturato, mentre il duca Peredeo fu ucciso in battaglia.